# Droga wojewódzka nr 694
Droga wojewódzka nr 694 (DW694) – droga wojewódzka w Polsce znajdująca się głównie w województwie mazowieckim i w małej części (2,2 km) w województwie podlaskim łącząca drogę ekspresową S8 w miejscowości Poręba-Kocęby z Ciechanowcem o długości 58,7 km. Trasa ta przecina drogę krajową nr 50 w Broku oraz drogę krajową nr 63 w Nurze. Trasa ta też biegnie w pobliżu Treblinki.
Droga na odcinku 33 km (odcinek Brok - Nur) biegnie równolegle do rzeki Bug, a w niektórych miejscach prowadzi tuż przy rzece. Na tym samym odcinku znajduje się miejscowość Zuzela, gdzie urodził się Kardynał Stefan Wyszyński.
Trasa ta w połączeniu z DW678, DW681, DW682 i DW690 tworzy krótszą drogę z Białegostoku do Warszawy, gdyż umożliwia mieszkańcom południowych dzielnic Białegostoku omijanie miejscowości Zambrów i Ostrów Mazowiecka. Jednak z drugiej strony podróż przez tamte miejscowości jest bardziej opłacalna od podróży opisywaną tutaj trasą z powodu stanu jakości dróg.

## Miejscowości leżące przy trasie DW694
Województwo mazowieckie;

- Poręba-Kocęby (S8) (E67)
- Brok (DK50)
- Małkinia Górna (DW627)
- Zuzela
- Nur (DK63)

Województwo podlaskie;

- Ciechanowiec (DW690)